# Miquel Massip (organista)
Miquel Massip fou organista del Monestir de Sant Daniel de Girona duarnt el segle xix. Juntament amb el mestre Compta i Bernat Bertran, va formar part del tribunal que es constituí l'onze de novembre de 1804 per judicar les oposicions al magisteri de l'orgue de la catedral de Girona. 